# Listă de automobile electrice

## În vânzare
| Model                           | Viteza maximă | Accelerație 0-100 | Autonomie           | Baterie         | Putere | Cuplu (Nm) | Imagine |
| ------------------------------- | ------------- | ----------------- | ------------------- | --------------- | ------ | ---------- | ------- |
| Tesla Model S                   | 250 km/h      | 2,6 s             | 539 km (EPA)        | 100 kWh Li-ion  | 540 CV | 967 Nm     |         |
| Tesla Model X                   | 250 km/h      | 3,1 s             | 475 km (EPA)        | 100 kWh Li-ion  | 540 CV | 967 Nm     |         |
| Tesla Model 3                   | 225 km/h      | 5,1 s             | 499 km (EPA)        | 75 kWh Li-ion   | 270 CV |            |         |
| BMW i3S                         | 160 km/h      | 6,9 s             | 183 km (EPA)        | 33 kWh Li-ion   | 184 CV | 270 Nm     |         |
| Chevrolet Bolt / Opel Ampera-e  | 150 km/h      | 7,3 s             | 383 km (EPA)        | 60 kWh Li-ion   | 204 CV | 360 Nm     |         |
| Mercedes-Benz Clase B eléctrico | 160 km/h      | 7,9 s             | 165 km (EPA)        | 36 kWh Li-ion   | 177 CV | 310 Nm     |         |
| Nissan Leaf                     | 145 km/h      | 8 s               | 240 km (EPA)        | 40 kWh Li-ion   | 150 CV | 320 Nm     |         |
| Fiat 500e                       | 137 km/h      | 9 s               | 140 km (EPA)        | 24 kWh Li-ion   | 111 CV | 200 Nm     |         |
| Volkswagen e-Golf               | 150 km/h      | 9,6 s             | 200 km (EPA)        | 35,8 kWh Li-ion | 136 CV | 290 Nm     |         |
| Hyundai Ioniq                   | 165 km/h      | 9,9 s             | 199 km (EPA)        | 28 kWh Li-ion   | 120 CV | 295 Nm     |         |
| Ford Focus Electric             | 137 km/h      | 11,4 s            | 185 km (EPA)        | 33,5 kWh Li-ion | 145 CV | 250 Nm     |         |
| Smart Fortwo ED                 | 130 km/h      | 11,5 s            | 160 km (NEDC)       | 17,6 kWh Li-ion | 81 CV  | 160 Nm     |         |
| Kia Soul EV                     | 145 km/h      | 12 s              | 150 km (EPA)        | 27 kWh Li-ion   | 110 CV | 285 Nm     |         |
| Volkswagen e-up!                | 130 km/h      | 12,4 s            | 160 km (Fabricante) | 18 kWh Li-ion   | 82 CV  | 210 Nm     |         |
| Renault ZOE                     | 135 km/h      | 13,2 s            | 294 km (WLTP)       | 41 kWh Li-ion   | 92 CV  | 225 Nm     |         |
| Renault Fluence Z.E.            | 135 km/h      | 13,4 s            | 170 km (Fabricante) | 22 kWh Li-ion   | 95 CV  | 226 Nm     |         |
| BYD e6                          | 140 km/h      | 14 s              | 204 km (EPA)        | 48 kWh Li-ion   | 122 CV | 450 Nm     |         |
| Nissan e-NV200                  | 120 km/h      | 14 s              | 170 km (NEDC)       | 24 kWh Li-ion   | 107 CV | 254 Nm     |         |
| Mitsubishi i MiEV               | 130 km/h      | 15,9 s            | 121 km (EPA)        | 16 kWh Li-ion   | 63 CV  | 180 Nm     |         |
| Bolloré Bluecar                 | 130 km/h      | 16,4 s            | 250 km (Fabricante) | 30 kWh          | 68 CV  |            |         |
| Renault Kangoo ZE               | 130 km/h      | 20,3 s            | 270 km (NEDC)       | 33 kWh Li-ion   | 60 CV  | 226 Nm     |         |
| Citroën Berlingo eléctrico      | 95 km/h       |                   | 95 km (EPA)         | 22 kWh Li-ion   | 66 CV  |            |         |
| Renault Twizy                   | 80 km/h       |                   | 100 km (Fabricante) | 6,1 kWh Li-ion  | 11 CV  | 57 Nm      |         |
| Honda e                         | 145 km/h      | 8 s               | 220 km (Fabricante) | 35,5 kWh        | 113 CV | 315 Nm     |         |